# مایکل ئی. فوسام
مایکل ئی. فوسام (به انگلیسی: Michael E. Fossum) فضانورد اهل کشور ایالات متحده آمریکا است که در ۱۹ دسامبر ۱۹۵۷ میلادی در سو فالز، داکوتای جنوبی زاده شد. وی در مأموریت اس‌تی‌اس-۱۲۱، اس‌تی‌اس-۱۲۴، سایوز تی‌ام‌ای-۰۲ام، اکسپدییشن ۲۸ حضور داشته است.